# Kvitt eller dubbelt

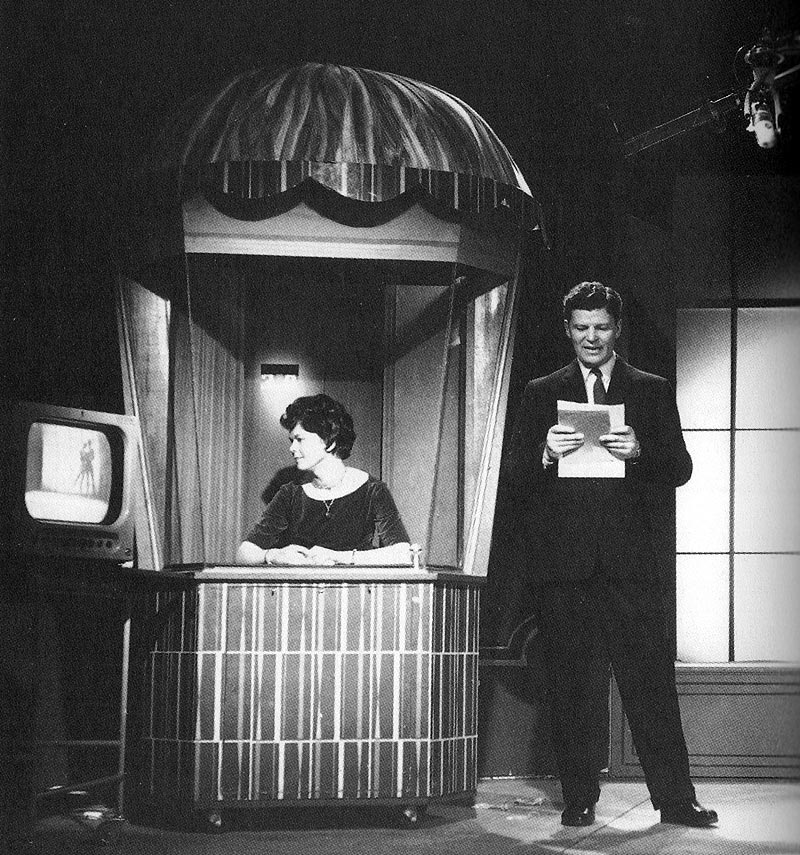
Kvitt eller dubbelt en 1959.

Kvitt eller dubbelt — Tiotusenkronorsfrågan est un jeu télévisé suédois diffusé de 1957 à 1981 sur la chaîne publique SVT1 et présenté par Nils Erik Bæhrendtz.
L'émission est une adaptation du jeu télévisé américain The $64,000 Question diffusé de 1955 à 1958 sur le réseau CBS.